# هارولد ر. هاريس
هارولد ر. هاريس (بالإنجليزية: Harold R. Harris)‏ هو قائد عسكري أمريكي، ولد في 20 ديسمبر 1895 في شيكاغو في الولايات المتحدة، وتوفي في 30 يوليو 1988 في فالموث في الولايات المتحدة.